# Особняк Ходякова
Особняк Ходякова — памятник архитектуры и градостроительства во Владикавказе, Северная Осетия. Объект культурного наследия России регионального значения. Находится в историческом центре города на проспекте Мира, д. 11.
С 1967 года в здании расположена администрация Национальный музей Республики Северная Осетия — Алания.

## История
Двухэтажное здание в стиле модерн построено в 1908 году купцом Яковом Осиповичем Ходяковым, владельцем крупнейшей во Владикавказе многоэтажной вальцовой мельницы и одной из самых известных на Северном Кавказе конюшни скаковых лошадей. Автор проекта не известен. Во дворе особняка находилась конюшня с каретным помещением.
С 1918 года в здании находился штаб Красной Армии, который возглавлял советский военачальник Михаил Карлович Левандовский. В 1921—1922 годах в здании размещался областной партийный комитет Горской Республики. В 1920—1930-х годах здесь находилось книжное издательство «Ир». Летом 1941 года здесь находился штаб формирования 64-го стрелкового корпуса.
В 1962 году на фасаде здания была установлена мемориальная доска писателю Александру Серафимовичу.
С 1966 года в здании находилась администрация Северо-Осетинского государственного объединённого музея истории, архитектуры и литературы (сегодня — Национальный музей Республики Северная Осетия — Алания).
Слева к зданию примыкает бывший Дом искусств, построенный в 1967 году (выявленный объект культурного наследия). В 1990-х годах в здании произошла авария, в связи с чем основная экспозиция Национального музея демонстрировалась в бывшем Доме искусств. В 2019—2020 годах прошла комплексная реставрация здания.
В марте 2023 года во время реставрационных работ была обнаружена заложенная ниша, в которой располагался грот с сохранившейся аутентичными кладкой, росписями и водопроводными трубами. Предполагается, что ранее здесь находился фонтан.
Архитектура
Фасад здания решён в мягких тонах. В решётчатом ограждении центрального балкона с окном и дверным проёмом использованы растительные элементы. Над этим балконом расположено украшение в виде металлического вензеля. Балконную часть ограждают две узкие вставки из зелёной керамики. Над воротами, находящимися в правой части фасада, расположен второй балкон с широким дверным проёмом и ограниченный, также как и центральный балкон, двумя вставками из зелёной керамики.

## Галерея

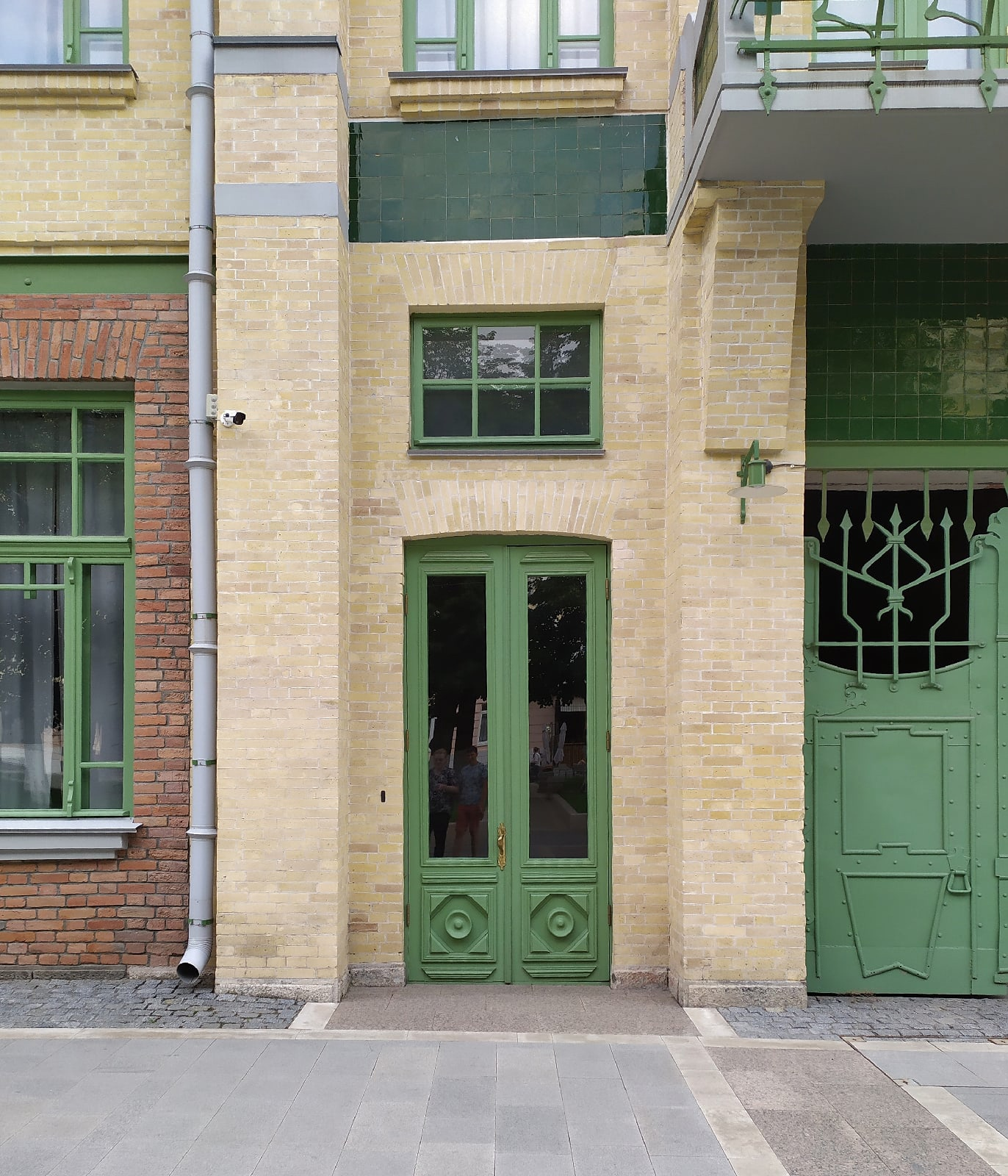
Фрагмент фасада
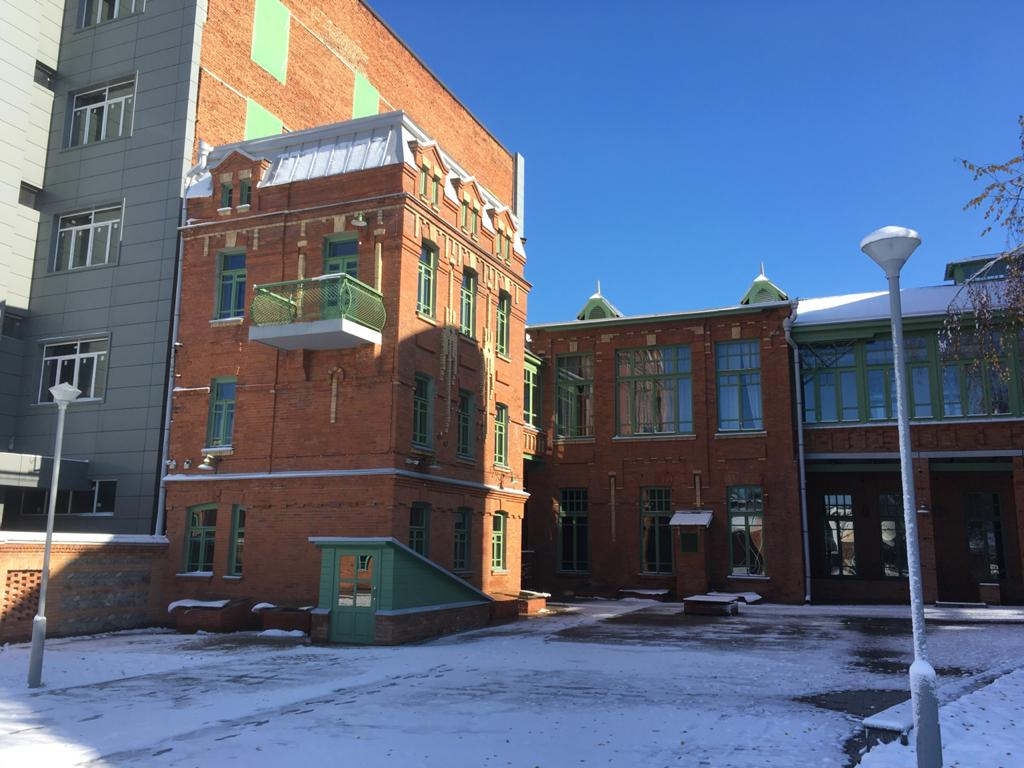
Внутренний двор здания
Мемориальная доска Александру Серафимовичу